# Hjerneskader hos børn
Hjerneskader hos børn er en dansk dokumentarfilm fra 1972 instrueret af Jørn Fabricius efter eget manuskript.

## Handling
En afvigende psykisk adfærd hos børn kan skyldes en beskadigelse af hjernevævet, som har resulteret i et fysisk eller psykisk handicap. Hjernens celler regenereres ikke, men man kan forsøge at optræne andre dele af hjernen til at overtage det ødelagte vævs funktioner. Filmen følger fire børn med forskellige handicaps, som alle er forårsaget af en hjerneskade.